# بلووت برنون
بلووت برنون (فرانسوی: Bleuette Bernon‎; ۶ ژوئن ۱۸۷۸ – ح. ۱۹۱۹) هنرپیشه اهل فرانسه بود.
از فیلم‌ها یا برنامه‌های تلویزیونی که وی در آنها نقش داشته‌است می‌توان به سفر به ماه، ژان دارک و سیندرلا اشاره کرد.